# إيفان سارايفا دي سوزا
إيفان سارايفا دي سوزا (بالبرتغالية: Ivan Saraiva de Souza‏) هو لاعب كرة قدم برازيلي في مركز الدفاع، ولد في 18 يناير 1982 في كامبيناس في البرازيل. لعب مع أتلتيكو باراناينسي وشاختار دونيتسك وغازي عنتاب سبور ومرسين إيدمانيوردو ونادي فلومينينسي ونادي فيغورينسي.

## وصلات خارجية
- إيفان سارايفا دي سوزا على موقع اتحاد تركيا (لاعب) (الإنجليزية)
- إيفان سارايفا دي سوزا على موقع اتحاد أوكرانيا (الإنجليزية)
- إيفان سارايفا دي سوزا على موقع قاعدة بيانات كرة القدم.إي يو (الإنجليزية)
- إيفان سارايفا دي سوزا على موقع Soccerway.com (الإنجليزية)
- إيفان سارايفا دي سوزا على موقع عالم كرة القدم.نت (الإنجليزية)